# Alexandra Paulowna van Rusland

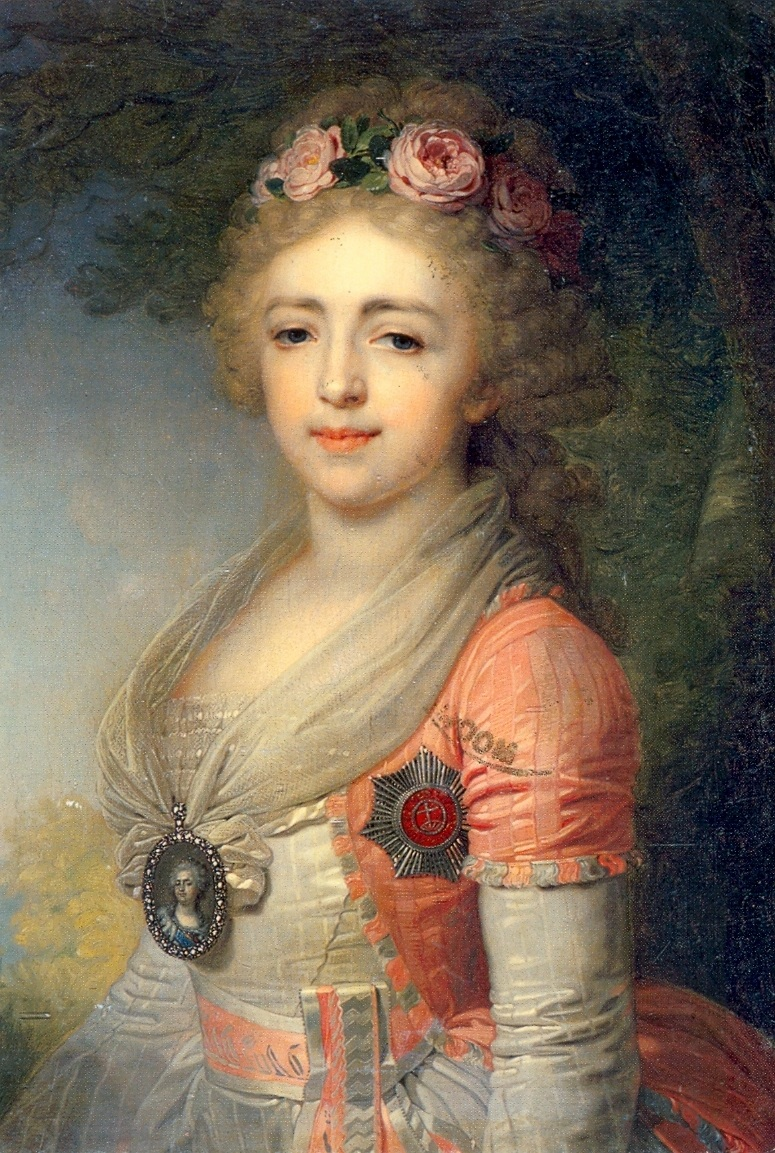
Grootvorstin Alexandra Paulowna van Rusland

Alexandra Paulowna Romanova van Rusland (Russisch: Александра Павловна Романова) (Sint-Petersburg, 9 augustus 1783 – Boeda, 16 maart 1801), grootvorstin van Rusland en door haar huwelijk aartshertogin van Oostenrijk, dat in die tijd nog toebehoorde aan het Heilige Roomse Rijk. Ze was een zuster van tsaar Alexander I en van tsaar Nicolaas I.

## Jeugd en familie
Grootvorstin Alexandra Paulowna was het derde kind en eerste dochter uit het huwelijk van tsaar Paul I van Rusland en diens tweede vrouw tsarina Maria Fjodorovna. Maria Fjodorovna werd geboren als prinses Sophia Dorothea Augusta Louisa van Württemberg, dochter van hertog Frederik Eugenius van Württemberg. Ze kreeg dezelfde (Russische) opvoeding als alle andere dochters van Paul en Maria. Ze kreeg lessen in Frans en Duits en ook muzieklessen, schilderen en tekenen. Alexandra had een hechte band met haar jongere zuster grootvorstin Elena (de tweede dochter van Paul I) ze gingen vaak samen schilderen.

## Gustaaf IV Adolf van Zweden
In 1796 werd er door Alexandra's grootmoeder, de Russische tsarina Catharina II, besloten dat de toenmalige achttienjarige Zweedse koning Gustaaf IV Adolf een goede huwelijkspartij was voor de dertienjarige Alexandra. Dit werd gedaan om de vele problemen die Rusland en Zweden toen hadden op te lossen. Catharina II had een zwak voor de toenmalige Gustaaf IV Adolf omdat er werd gezegd dat hij een aantrekkelijke en charmante man was. Alexandra werd beschreven als een van de meest beeldschone, liefste en meest onschuldige prinsessen van Europa.

Koning Gustaaf IV Adolf van Zweden

De onderhandelingen voor het huwelijk begonnen daarom ook snel. Toen de koning van Zweden arriveerde in Rusland in augustus 1796, werden hij en Alexandra meteen verliefd op elkaar. Het werd beschreven als liefde op het eerste gezicht. Hij werd gecharmeerd door haar naïveteit, en snel na hun ontmoeting ging Gustaaf IV Adolf snel door naar Catharina II om zijn liefde voor Alexandra te bekennen en te vragen om haar hand. De tsarina was vol vreugde toen zij dit hoorde. Door alle vreugde die Catharina II had, vergat zij een groot dilemma: het geloof. Als Alexandra wilde trouwen met Gustaaf Adolf werd zij koningin van Zweden en moest zij afstand doen van haar Russisch-orthodoxe geloof en moest ze zich bekeren tot de Zweedse Kerk. Nog twee weken lang waren er onderhandelingen voor het huwelijk. Maar uiteindelijk verliet Gustaaf IV Adolf Rusland en keerde hij terug naar Zweden zonder bruid. Dit was een grote teleurstellig voor Catharina en ze kreeg in november 1796 een beroerte minder dan twee maanden nadat de onderhandelingen voor het huwelijk tussen Alexandra en Gustaaf Adolf waren begonnen.
Er was besloten dat hun verloving plaats zou vinden op 11 september. Op diezelfde dag, voordat de verloving plaatsvond, las Gustaaf Adolf in het huwelijkscontract dat Alexandra haar Russische geloof zou blijven houden, ook na de huwelijksvoltrekking. Dit was al die tijd voor hem verborgen gehouden. De jonge koning vond dat hij was misleid en hij zwoer dat hij zijn volk nooit een orthodoxe koningin zou geven. Hij kwam niet opdagen tijdens hun verlovingsceremonie en Alexandra was volledig ontroostbaar. Gustaaf IV Adolf trad later in het huwelijk met prinses Frederika van Baden, een jongere zuster van Alexandra's schoonzusje Elisabeth Alexejevna.

## Huwelijk

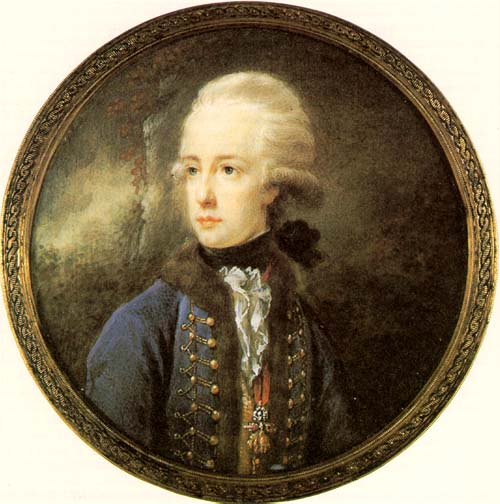
Aartshertog Jozef van Oostenrijk

In 1799, drie jaar na de dood van tsarina Catharina II, besloot tsaar Paul om een verdrag te sluiten met Oostenrijk en Pruisen en daardoor een coalitie te vormen tegen de groeiende kracht van de Eerste Franse Republiek. Om dit verdrag kracht bij te zetten werd Alexandra uitgehuwelijkt aan aartshertog Jozef Anton Johan van Oostenrijk, een jongere broer van keizer Frans II. Aartshertog Jozef was al tot gouverneur van Hongarije benoemd. Het huwelijk vond plaats op 30 oktober 1799 te Sint-Petersburg. Het jonge koppel ging wonen in het kasteel van Alcsút in Hongarije.
Alexandra's leven aan het Oostenrijkse hof was zeer ongelukkig. Keizerin Maria Theresia, de tweede vrouw van keizer Frans II, was erg jaloers op Alexandra's schoonheid en haar vele juwelen. En niet alleen dat, ze was ook jaloers op Alexandra's vele gelijkenissen met de eerste vrouw van Frans II, Elisabeth van Württemberg, die een tante was van Alexandra. Ook het geloof van Alexandra in de Russisch-orthodoxe Kerk was niet makkelijk voor haar aan het Rooms-katholieke hof in Wenen.
Anderhalf jaar later stierf Alexandra op 16 maart 1801 te Boeda aan kraamvrouwenkoorts kort na de geboorte van haar dochter, Alexandrine. Ze was nog maar 17 jaar oud. Het Oostenrijkse hof weigerde om haar te begraven in de katholieke grafkelder. Haar stoffelijk overschot bleef staan in de kelder totdat de Russische regering het liet begraven in Hongarije. Aartshertog Jozef liet een mausoleum bouwen voor zijn overleden vrouw. Alexandra's dood viel in dezelfde week als de dood van haar vader op 23 maart 1801. Het was een zwarte bladzijde in de geschiedenis van de Romanov familie.
Tijdens het Congres van Wenen bezochten tsaar Alexander I en de grootvorstinnen Maria Paulowna en Catharina Paulowna het graf van hun zuster. Aartshertog Jozef hertrouwde nog tweemaal en liet vele kinderen na.